# Huayangosauridae
De Huayangosauridae (afgeleid van Huayangosaurus, 'Huayang Guo Zhi reptiel') zijn een familie van stegosauride dinosauriërs uit het Jura van China. De groep wordt gedefinieerd als alle taxa die dichter bij het gelijknamige geslacht Huayangosaurus staan dan bij Stegosaurus, en werd oorspronkelijk benoemd als de familie Huayangosaurinae door Dong Zhiming en collega's in de beschrijving van Huayangosaurus. Huayangosaurinae werd oorspronkelijk gedifferentieerd van de overige taxa binnen Stegosauridae door de aanwezigheid van tanden in de premaxilla, een fenestra antorbitalis en een mandibulair fenestra. Huayangosaurinae, bekend uit het Midden-Jura van de Shaximiao-formatie, werd geopperd als intermediair tussen Scelidosaurinae en Stegosaurinae, wat suggereert dat de oorsprong van stegosauriërs in Azië lag. Na fylogenetische analyses werd Huayangosauridae uitgebreid met het taxon Chungkingosaurus, bekend van exemplaren van jongere afzettingen uit het Laat-Jura van de Shaximiao-formatie. Huayangosauridae is ofwel het zustertaxon van alle andere stegosauriërs, of ligt dicht bij de oorsprong van de clade, met taxa als Gigantspinosaurus of Isaberrysaura buiten de splitsing tussen Stegosauridae en Huayangosauridae. Huayangosauridae werden in 2021 formeel gedefinieerd door Daniel Madzia en collega's, die de bestaande definities overnamen van alle taxa die dichter bij Huayangosaurus taibaii dan Stegosaurus stenops lagen, en de fylogenie van 2020 van Susannah Maidment et alii om de verwantschappen van de clade te illustreren:
|  | Gigantspinosaurus |
|  |                   |
|  | Isaberrysaura     |
|  |                   |

| Huayangosauridae | \| \| Chungkingosaurus \| \| \| \| \| \| Huayangosaurus \| \| \| \| |
|                  | \| \| Chungkingosaurus \| \| \| \| \| \| Huayangosaurus \| \| \| \| |
|                  | Chungkingosaurus                                                    |
|                  |                                                                     |
|                  | Huayangosaurus                                                      |
|                  |                                                                     |

|  | Chungkingosaurus |
|  |                  |
|  | Huayangosaurus   |
|  |                  |

| Huayangosauridae | \| \| Chungkingosaurus \| \| \| \| \| \| Huayangosaurus \| \| \| \| |
|                  | \| \| Chungkingosaurus \| \| \| \| \| \| Huayangosaurus \| \| \| \| |
|                  | Chungkingosaurus                                                    |
|                  |                                                                     |
|                  | Huayangosaurus                                                      |
|                  |                                                                     |

|  | Chungkingosaurus |
|  |                  |
|  | Huayangosaurus   |
|  |                  |

|  | Gigantspinosaurus |
|  |                   |
|  | Isaberrysaura     |
|  |                   |

| Huayangosauridae | \| \| Chungkingosaurus \| \| \| \| \| \| Huayangosaurus \| \| \| \| |
|                  | \| \| Chungkingosaurus \| \| \| \| \| \| Huayangosaurus \| \| \| \| |
|                  | Chungkingosaurus                                                    |
|                  |                                                                     |
|                  | Huayangosaurus                                                      |
|                  |                                                                     |

|  | Chungkingosaurus |
|  |                  |
|  | Huayangosaurus   |
|  |                  |

| Huayangosauridae | \| \| Chungkingosaurus \| \| \| \| \| \| Huayangosaurus \| \| \| \| |
|                  | \| \| Chungkingosaurus \| \| \| \| \| \| Huayangosaurus \| \| \| \| |
|                  | Chungkingosaurus                                                    |
|                  |                                                                     |
|                  | Huayangosaurus                                                      |
|                  |                                                                     |

|  | Chungkingosaurus |
|  |                  |
|  | Huayangosaurus   |
|  |                  |